# Vertrag von Sugauli

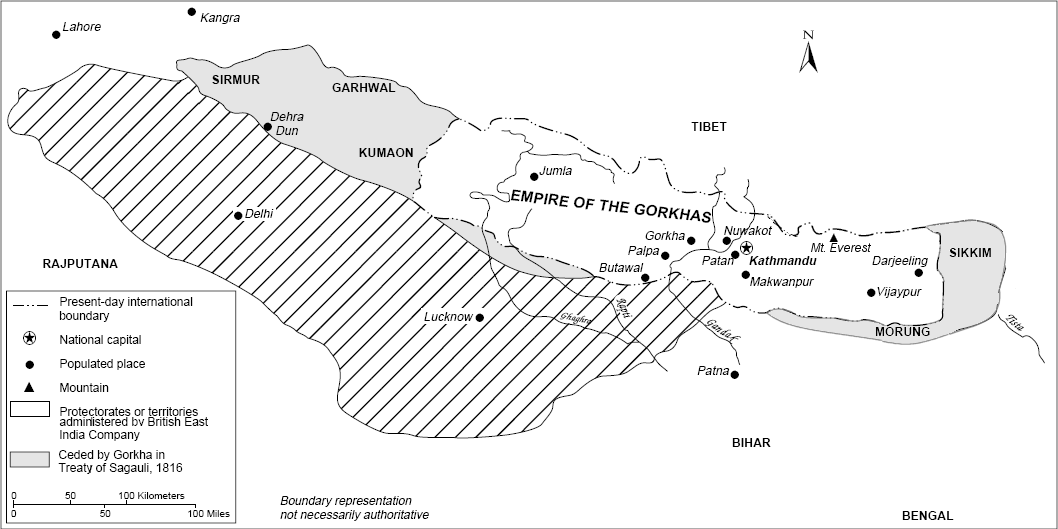
Die territorialen Auswirkungen des Vertrags von Sugauli (1816)

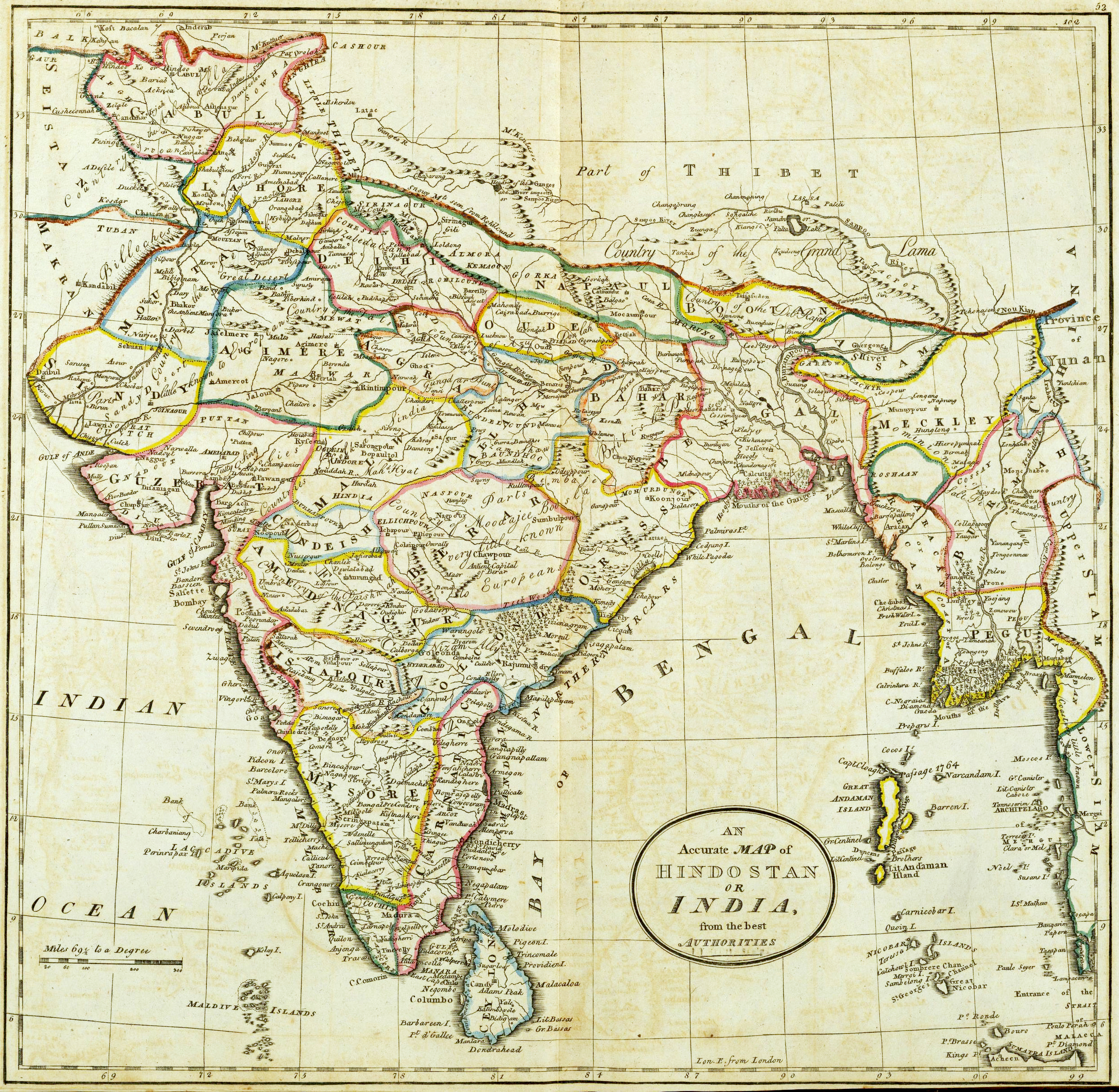
Karte von Hindostan oder Indien (1814) von Mathew Carey.

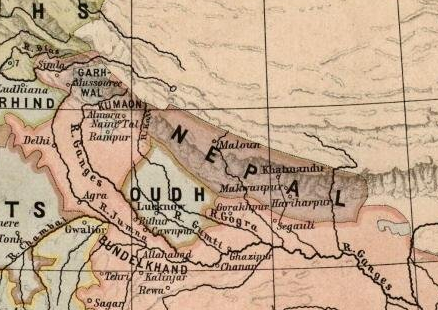
Nepal im Jahr 1823

Der Vertrag von Sugauli (auch Sugowlee, Sagauli, Soogoulee), der die Grenzlinie von Nepal festlegt, wurde nach dem anglo-nepalesischen Krieg am 2. Dezember 1815 unterzeichnet und am 4. März 1816 zwischen der Britischen Ostindien-Kompanie und Chandra Shekhar Upadhaya ratifiziert. Der Vertrag regelt eine Übergabe Nepals an die Briten und dokumentiert die Abtretung des westlichen Territoriums Nepals an die Britische Ostindien-Kompanie.

## Hintergrund
Nach der Vereinigung Nepals unter Prithvi Narayan Shah versuchte Nepal, sein Territorium zu vergrößern, indem es einen Großteil von Sikkim im Osten und im Westen die Becken von Gandaki und Karnali sowie die Uttarakhand-Regionen Garhwal und Kumaon eroberte. Dies brachte sie in Konflikt mit den Briten, die direkt oder indirekt die nordindischen Ebenen zwischen Delhi und Kalkutta kontrollierten. Eine Reihe von Kampagnen, die als Anglo-nepalesischer Krieg bezeichnet werden, fanden zwischen 1814 und 1816 statt. 1815 vertrieb der britische General David Ochterlony (1785–1825) die Nepalesen aus Garhwal und Kumaon über den Kali-Fluss und beendete ihre 12-jährige Besetzung.
Octherlony bot den Nepalesen Friedensbedingungen an, die die britische Oberhoheit in Form eines geschützten Staates forderten. Die Abgrenzung der nepalesischen Gebiete entsprach in etwa den heutigen Grenzen. Die Weigerung der Nepalesen, diese Bedingungen anzunehmen, führte im folgenden Jahr zu einer weiteren Kampagne gegen das Kathmandu-Tal, nach der die Nepalesen kapitulierten.

## Bedingungen
Der Historiker John Whelpton schreibt:
„Die Verhandlungen über eine allgemeine Einigung führten zu einem Entwurf, der im Dezember 1815 in Sagauli in Bihar paraphiert wurde und Nepal aufforderte, alle Gebiete westlich und östlich seiner heutigen Grenzen aufzugeben, den gesamten Tarai aufzugeben und einen ständigen britischen Vertreter zu akzeptieren (oder 'wohnhaft') in Kathmandu. Die nepalesische Regierung lehnte diese Bedingungen zunächst ab, erklärte sich jedoch bereit, sie im März 1816 zu ratifizieren, nachdem Ochterloney das Makwanpur-Tal nur dreißig Meilen von der Hauptstadt entfernt besetzt hatte.“

## Laufende Streitigkeiten
Unter den Grenzstreitigkeiten an der indisch-nepalesischen Grenze sind die Regionen Susta und Kalapani am bedeutendsten. Die beiden Regionen umfassen rund 40 km der indisch-nepalesischen Grenze.